# قلعه بیرجند
قلعه بیرجند یا دژ بیرجند که با نام‌های قلعه ته ده و پایین شهر نیز شناخته می‌شود، بزرگترین بنای تاریخی بیرجند است که بر فراز بلندترین تپه باختری شهر بیرجند جای گرفته‌است. 

## پیشینه

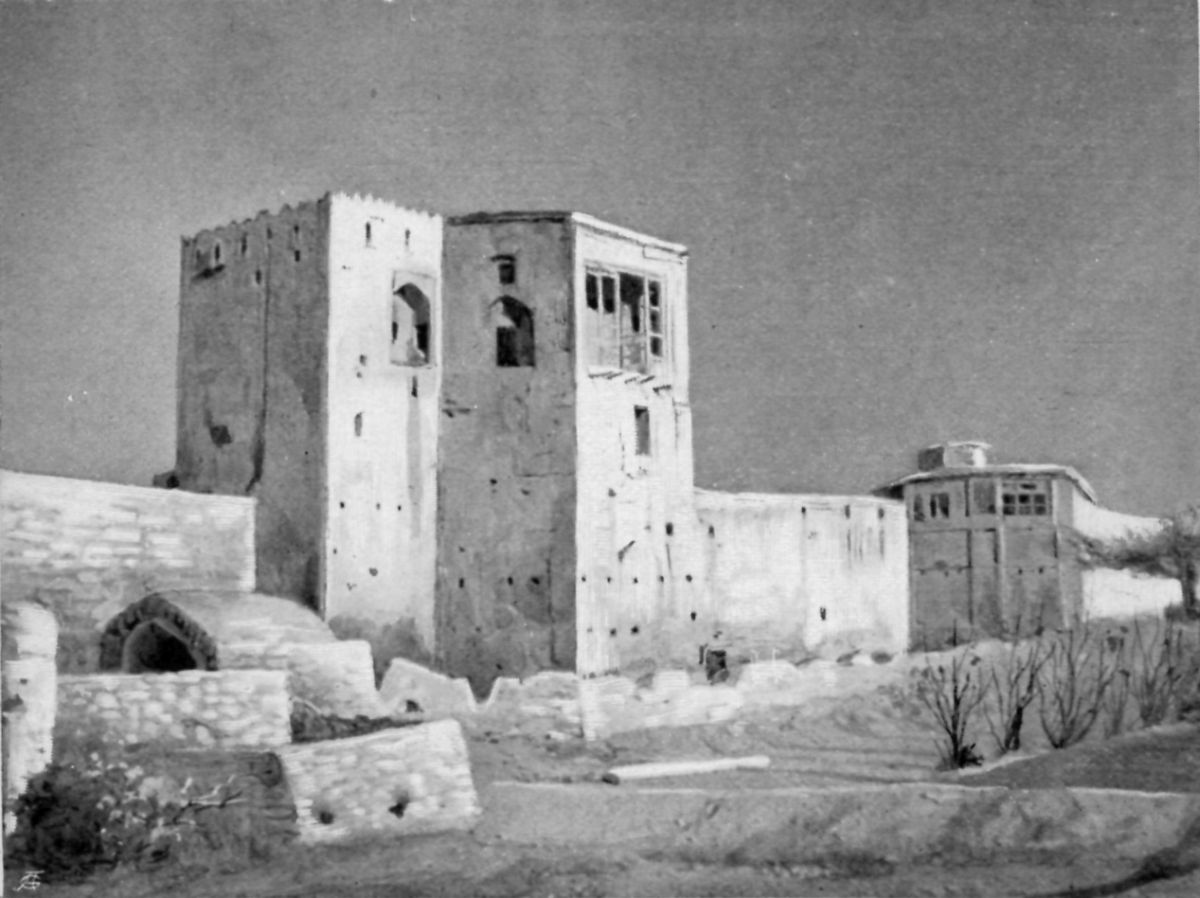
تصویر ارگ بیرجند برگرفته از کتاب ایران در آستانه مشروطیت

دژ سترگ و کهن پایین شهر بیرجند یک دژ کوهستانی برای کاربردهای نظامی می‌باشد. این قلعه جایی برای انجام نگهبانی بوده و ساکنان این قلعه نگهبانانی بودند که وظیفه آنها رساندن اخبار، تأمین امنیت و پاسداری بود.
این دژ با مساحتی بیش از سه هزار متر مربع در دوره صفویه ساخته شده و هسته نخستین شهر بیرجند به‌شمار می‌رود. دژ بیرجند از راه راهروهای زیرزمینی به مراکز مهم شهر مانند ارگ بهارستان، ارگ کلاه فرنگی و قنات قصبه در پیوند بوده است. در این قلعه آب‌انبارها و مواد خوراکی پیوسته نگهداری می‌شد تا در هنگام یورش دشمن، باشندگان شهر با خانواده‌های خود و داراییهایی منقول از طریق راهروهایی زیرزمینی به این دژ پناه ببرند.
نوسازی این بنا از سوی شهرداری بیرجند در سال ۱۳۷۸ آغاز شد.

## معماری
وسعت قلعه بیرجند ۳۰۰۰ مترمربع است. مصالح به کار رفته در ساخت قلعه از خشت، گل و چینه است. قلعه دارای دو در ورودی است که در یک در ضلع شمالى و در دیگر در ضلع غربی قلعه است.این قلعه دارای هفت برج بوده که شش برج از آن بر جای مانده است. بنای قلعه را برج‌هایی دو طبقه در چهار سوی با حصار اصلی در میان گرفته بر فراز این برج‌ها که به شکل استوانه هستند، روزنه‌هایی ایجاد شده که کاربرد آن دیدبانی برای پدافند از دژ و شهرنشینان بود و جایگاه امنی برای تیراندازی و ضربه زدن به دشمن به شمار می‌رفته است. دیوار بنا با شکل برآمده آن همچنین ستبری آن امکان دیدبانی را بر فراز باروها را برای نگهبانان بهتر فراهم می‌کرد. دو در ورودی دژ در ضلع شمالی و غربی قرار دارند.

## نگارخانه

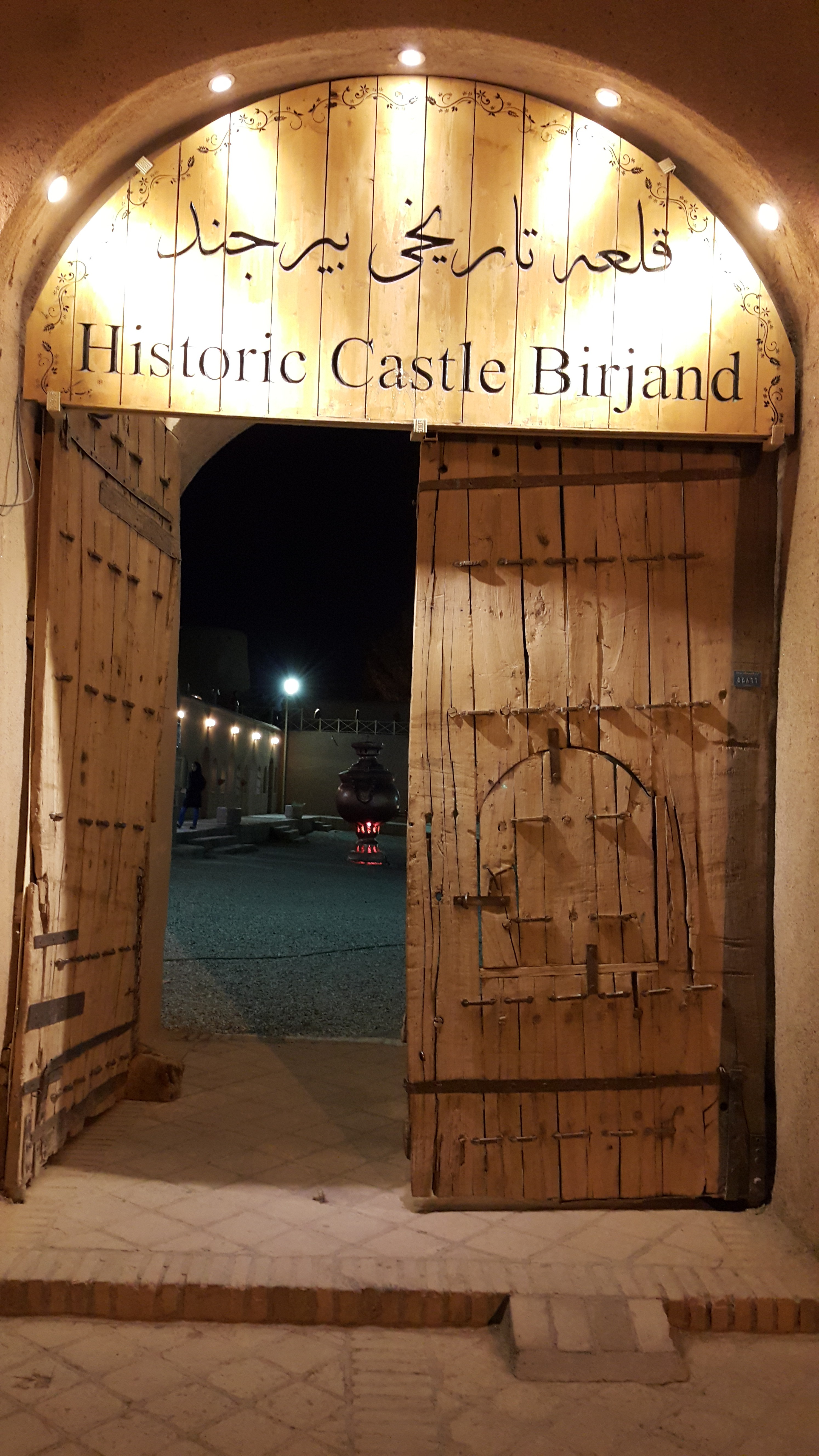
ورودی قلعه بیرجند